# Герб Гайсина
Герб Га́йсина затверджений 24 липня 2008 р. рішенням III сесії Гайсинської міської ради XXIII скликання.

## Опис
Щит напіврозтятий і перетятий, на першому лазуровому полі золоте шістнадцятипроменеве сонце з обличчям, на другому червоному полі — срібний лапчастий хрест, на якому лазуровий щиток із срібним півмісяцем ріжками вліво, на третьому зеленому полі справа виходить срібне орлине крило. Орлине крило було затверджене гербом міста ще привілеєм 1744 р.

## Значення
Сонце та хрест із щитком є земельними символами Поділля та Брацлавщини, тепер входять до герба Вінницької області й означають адміністративну приналежність Гайсина.
Комп'ютерна графіка — В. М. Напиткін.